# Boeing B-50 Superfortress
Boeing B-50 Superfortress je bil štirimotorni propelerski strateški bombnik, ki ga je razvil Boeing na podlagi Boeing B-29 Superfortress. Imel je močnejše motorje Pratt & Whitney R-4360, močnejšo strukturo, višji vertikalni rep in druge izboljšave. B-50 je bil v uporabi okrog 20 let. Bil je zadnji Boeingov bombnik z batnim motorjem. Načrtovanje izboljšanega B-29 se je začelo leta 1944, namen je bil zamenjava za manj zaneslljive motorje Wright R-3350. 

## Specifikacije (B-50D)
Podatki iz Encyclopedia of U.S. Air Force Aircraft and Missile Systems: Volume II: Post-World War II Bombers, 1945–1973
Splošne značilnosti
- Posadka: 8 do 10
- Dolžina: 99 ft 0 in (30,18 m)
- Razpon kril: 141 ft 3 in (43,05 m)
- Višina: 32 ft 8 in (9,96 m)
- Površina kril: 1.720 sq ft (160 m2)
- Teža praznega letala: 84.714 lb (38.426 kg)
- Bruto teža: 121.850 lb (55.270 kg)
- Maks. vzletna teža: 173.000 lb (78.471 kg)
- Pogon letala: 4 × Pratt & Whitney R-4360 Wasp Major 28. valjni zračnohlajeni zvezdasti motor, 3,500 hp (2,610 kW)  vsak
- Pogon letala: 2 × General Electric J47-GE-23 Turboreaktivni motorji, 5.200 lbf (23 kN) potisk motorjev  vsak

Zmogljivost
- Maks. hitrost: 394 mph (634 km/h; 342 kn) na 30000 ft (9150 m)
- Potovalna hitrost: 244 mph (212 kn; 393 km/h)
- Bojni dolet: 2.394 mi (2.080 nmi; 3.853 km)
- Največji doseg: 7.750 mi (6.735 nmi; 12.472 km)
- Višina leta (servisna): 36.900 ft (11.247 m)
- Hitrost vzpenjanja: 2.200 ft/min (11 m/s)
- Obremenitev krila: 70,19 lb/sq ft (342,7 kg/m2)
- Razmerje moč/teža: 0,115 KM/lbOborožitev

- Strelno orožje: 

  - 13× .50 in (12.7 mm) strojnic M2
- Bombe: 

  - 20000 lb (9100 kg) v notranjosti
  - 8000 lb (3600 kg) na zunanjih nosilcij